# 尖尾鹃鵙
尖尾鹃鵙（学名：Malindangia mcgregori）是山椒鸟科的一种。为菲律宾的特有种。其自然栖息地为亚热带或热带的湿润山地林。该物种因栖息地减少而数量减少。
該物種以前被歸入鴉鵑鵙屬，但2010年發表的一項分子系统发生学研究發現鴉鵑鵙屬是多系群。